# Южный Тибет

Тибетский автономный район в составе КНР. Спорные территории закрашены светло-зелёным цветом

Южный Тибет (кит. упр. 藏南, пиньинь Zàngnán) — регион, принадлежность которого оспаривают друг у друга Индия и КНР. Население этих земель имеет культурные, лингвистические и этнические связи с Тибетом.

## История спора

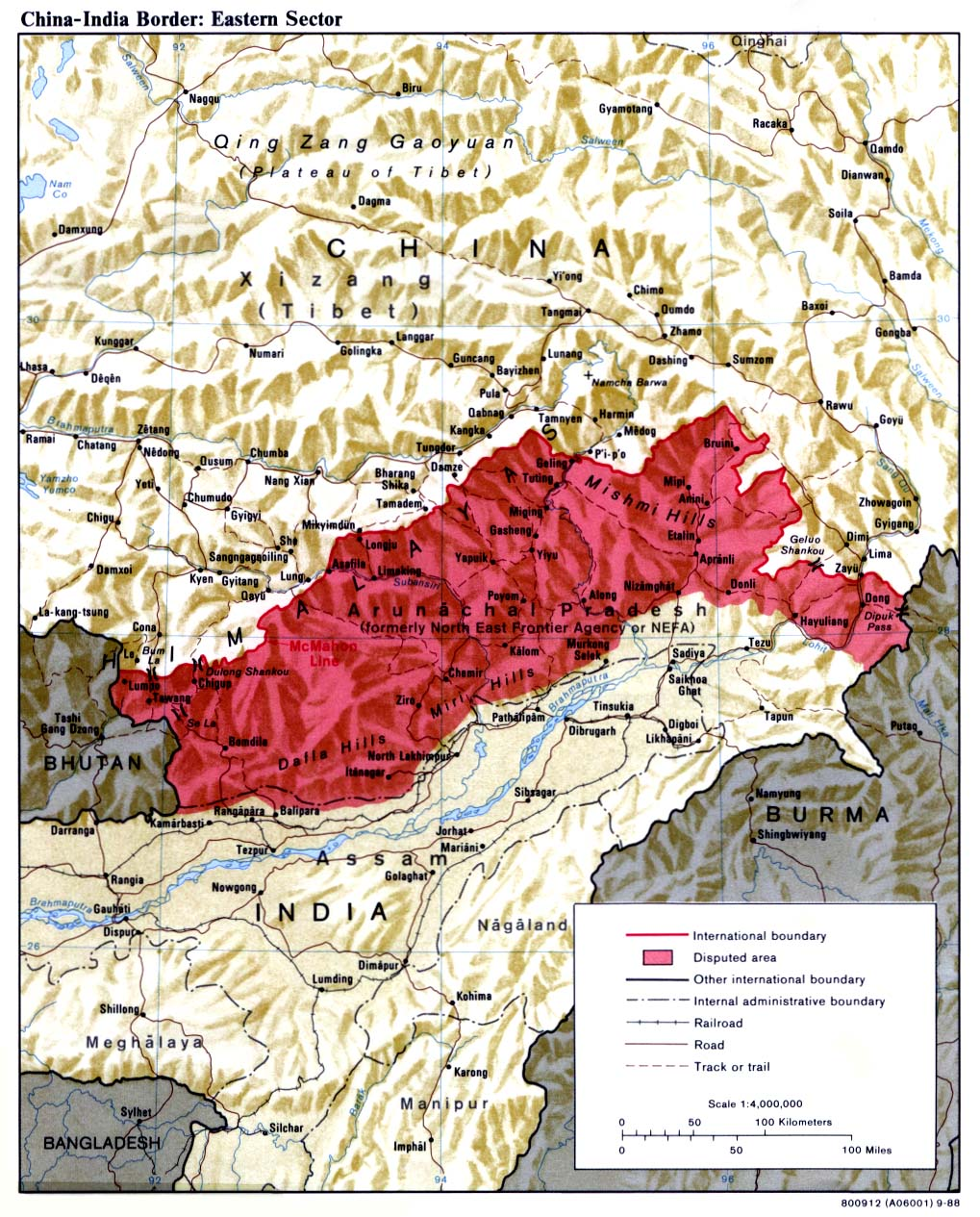
Восточная часть индийско-китайской границы. Территория Южного Тибета закрашена красным цветом.

Северо-восточная граница Британской Индии была определена соглашениями второй половины XIX века и начала XX века; «внешняя линия» Британской Индии проходила примерно по южной границе современного индийского штата Аруначал-Прадеш. Однако Синьхайская революция в Китае в 1911 году изменила баланс сил в регионе, и Великобритания решила использовать ситуацию в своих интересах.
В 1912 году на северо-восток от «внешней линии» была послана военная экспедиция, а для управления этими территориями было образовано Агентство Северо-Восточной границы, которое в 1912—1913 годах заключило соглашения с вождями племён, управляющими основной частью этой территории, и сместило «внешнюю линию» на север. В 1913 году Великобритания собрала конференцию в Шимле (Симле) для обсуждения вопросов, связанных с Тибетом. На этой конференции представлявший Британскую Индию Мак-Магон выдвинул свои предложения по разделу Тибета на «внешнюю» (подконтрольную Китаю) и «внутреннюю» (автономную) области, и по проведению новой границы между Тибетом и Британской Индией. Представитель Китая отказался подписывать Симлскую конвенцию, и соглашение о границе было заключено только между Британской Индией и Тибетом (провозгласившим свою независимость от Пекина). Нуждаясь в международной поддержке, новообразованное тибетское правительство согласилось на то, чтобы границей стала «Линия Мак-Магона», прошедшая севернее прежней границы. Раздираемый гражданской войной Китай не имел возможности ни восстановить свою власть в Лхасе, ни — тем более — военным путём отстоять свои права на отторгнутую от Тибета территорию.
Конфликт из-за Южного Тибета разгорелся после того, как в 1950 году китайская армия вошла в Тибет. Образованная в 1947 году Индия в 1950 году официально заявила Китайской Народной Республике, что считает линию Мак-Магона действующей границей. Китай считал Симлскую конвенцию неравным договором, в одностороннем порядке навязанным Великобританией. В 1960 году Чжоу Эньлай неофициально предложил отказаться от претензий на Южный Тибет, если Индия, в свою очередь, откажется от претензий на Аксайчин. Отказ Индии от китайских предложений привёл в 1962 году к пограничной войне, которая, однако, закончилась вничью.
21 января 1972 года Индия преобразовала Агентство Северо-Восточной границы в союзную территорию Аруначал-Прадеш. В 1986 году союзная территория была преобразована в штат, что вызвало протесты со стороны КНР. В 1987 году здесь случился пограничный конфликт, однако стороны договорились о «замораживании» ситуации.

## География региона
Индия считает спорную территорию штатом Аруначал-Прадеш. С китайской точки зрения, спорная территория является частью уездов Медог и Дзаю городского округа Ньингчи, а также уездов Цона и Лхюндзе городского округа Шаньнань Тибетского автономного района.